# Цисарж, Честмир
Честмир Цисарж (чеш. Čestmír Císař; 2 января 1920, Гостомица над Билиноу, Устецкий край, Первая Чехословацкая Республика — 24 марта 2013, Прага, Чехия) — чехословацкий политический и государственный деятель, первый председатель Чешского национального совета (1968—1969), один из ключевых деятелей «пражской весны».

## Биография
В 1930-х годах он окончил гимназию в Духцове и продолжил учёбу во Франции. Во второй половине 1930-х годов он учился в лицее Карно в Дижоне, во оккупации в 1939—1942 годах он работал в качестве должностного лица первой чешской страховой компании в Праге. До 1945 года был руководителем офиса компании Brača Kristovič в Праге. После войны он учился на философском факультете Карлова университета, который закончил в 1948 году.
В 1945 году вступил в Коммунистическую партию Чехословакии. Одновременно стал секретарем Социологического института в Праге.
- 1946—1952 гг. — на партийных должностях,
- 1952—1957 гг. — секретарь КПЧ в Западной Богемии, принимал активное участие в подавлении забастовки против денежной реформы 1953 г.,
- 1957—1961 гг. — заместитель главного редактора газеты «Руде право»,
- 1961—1965 гг. — главный редактор журнала «Нова мисль»,
- 1963—1965 гг. — министр образования ЧССР, придерживался либеральных взглядов, за что и был переведен на дипломатическую работу,
- 1964—1966 гг. — депутат Национального собрания ЧССР,
- 1965—1968 гг. — посол ЧССР в Румынии,
- 1968 г. — секретарь ЦК КПЧ,
- 1968—1969 гг. — председатель Чешского национального совета.

6 мая 1968 года на торжественном заседании ЦК КПЧ, посвященном 150-летней годовщине со дня рождения К. Маркса Ч. Цисарж выступил с докладом, в котором, не называя прямо СССР и КПСС, подчеркнул, что марксизм и его интерпретации в современных условиях не могут являться монополией одной партии или государства, и каждая социалистическая страна имеет право на его творческое развитие с учётом местных условий и особенностей («разоблачению» основных положений этого доклада как ревизионистских были посвящены статьи акад. Ф. В. Константинова в газете «Правда» от 14 июня и 24 июля 1968 г.). Этот факт явился причиной того, что требование его отставки из числа руководителей ЧССР наряду с такими политиками и общественными деятелями, как Ф. Кригель, Й. Смрковский, О. Шик, З. Млынарж, И. Пеликан, Э. Гольдштюкер и др., было непременным условием, выдвигаемым партийно-государственным руководством СССР на переговорах с чехословацкой стороной.
После вторжения войск Варшавского договора в Чехословакию вместе с другими чехословацкими руководителями удерживался за пределами страны. В 1970 году был исключён из рядов КПЧ, был снят со всех государственных постов, долгое время жил в уединении, при этом воздерживаясь от оппозиционных заявлений и участия в диссидентском движении (так, в частности, он отказался подписать «Хартию-77»). В конце 1980-х гг. участвовал в оппозиционном движении коммунистов-реформаторов из Клуба за демократический социализм «Возрождение». Публиковался в Самиздате под псевдонимом Laureatus. В 1989 году его имя фигурировало среди возможных кандидатов в президенты от Социалистического союза молодежи. Однако он снял свою кандидатуру в пользу Вацлава Гавела.
Умер 24 марта 2013 года в Праге в возрасте 93 лет.